# Röd sommarkalvill
Röd sommarkalvill är en mycket gammal äppelsort som anses härstamma från Frankrike. I Sverige är den även känd under namnet smultronäpple. I utlandet går den även under namnet "Passe pomme rouge". Till Sverige kom den i mitten av 1700-talet. Vid Bissmarks plantskola i Halmstad fanns den till salu ända in på 1920-talet.
Röd sommarkalvill är ett litet äpple med smal stjälk. Stjälkens längd är 12-25 millimeter. Rost i stjälkhålan. Gul eller gulgrön grundfärg, med röda strimmor. Fruktköttet är glänsande vitt med rodnad, saftigt, mört, sötsyrligt och något kryddigt. Äpplet mognar i mitten eller slutet av september. Trädet växer svagt men är bördigt. Odlas i Sverige i zon 1-2.